# Takarazuka, Hyōgo
Thành phố Takarazuka (tiếng Nhật: 宝塚市) là một đô thị loại đặc biệt thuộc tỉnh Hyōgo, vùng Kinki, Nhật Bản.
Thành phố ở phía Đông Nam của tỉnh, giữa khoảng cách từ thành phố Osaka tới Kobe, rộng 101,8 km², và có 202.731 dân (ước ngày 1/8/2008).